# Santebal
Santebal (Khmer-Sprache: សន្តិបាល l [sɑnteɓaːl]) war der Name der Geheimpolizei des Demokratischen Kampuchea. Die Geheimpolizei wurde 1971 in der Speziellen Zone um Phnom Penh von der Führung der Kommunistischen Partei Kampucheas gegründet. Direktoren waren die Khmer-Rouge-Führer Vorn Vet und Son Sen. Die Santebal betrieb rund 200 geheime Verhöreinrichtungen bzw. Gefängnisse in Kambodscha. Über die Existenz dieser Gefängnisse, in denen massenhaft gefoltert und gemordet wurde, ist wenig bekannt, da die internen Unterlagen der Santebal als vernichtet gelten. Lediglich das Archiv des Foltergefängnisses S-21 in Phnom Penh ist erhalten geblieben und gilt als eine wichtige Quelle über die Herrschaft der Roten Khmer zwischen 1975 und 1979. Die Existenz der Santebal wurde von vielen kampucheanischen Politikern bestritten und als Propaganda von Vietnam abqualifiziert. Das Rote-Khmer-Tribunal hat das Bestehen der Santebal aber bestätigt. Einer der berühmtesten überlebenden Gefangenen war der Franzose François Bizot, der über seine Erlebnisse das Buch The Gate verfasste.

## Geschichte
Das Name សន្តិបាល bedeutet eigentlich „Frieden“. Der Name setzte sich aber aus សន្ដិសុខ (Sicherheit) und នគរបាល (Polizei) zusammen. Ursprünglich als Einheit zur Inhaftierung von Soldaten, Beamten und Anhängern der Lon-Nol-Regierung gegründet, wurde die Organisation ab März 1976 auch für die Inhaftierung, Folterung und Ermordung von Gegnern der Kommunistischen Partei Kampucheas innerhalb der Roten Khmer eingesetzt.

## Organisation
Die Santebal war direkt dem Politbüro der Kommunistischen Partei unterstellt und dezentral organisiert. Die verschiedenen Einheiten wussten nichts von der Existenz anderer Einheiten. Die Büros der Organisation hatten Telegrammadressen, bzw. Funkrufzeichen, welche aus einem S für Santebal und einer Nummer bestanden. Im groẞen Umfang wurden auch Boten eingesetzt. Ein zentrales Gefängnis mit Telegrammadresse S-21 wurde Anfang 1976 eingerichtet. Bedeutende Gefangene der Roten Khmer wurden in dieses Gefängnis gebracht und dort ermordet. Einheiten der Santebal gab es in jeder Region und jeder Zone des Landes. Einrichtungen gab es auf Subdistrikt-, Distrikt-, Regions- und Zonenebene. Dazu kam S-21 als Zentralgefängnis. In den drei unteren Ebenen wurden primär ehemalige Soldaten und Beamte der Lon-Nol-Regierung festgehalten. Dazu kamen Gefangene, die wegen kleinerer Vergehen wie Diebstahl, Befehlsverweigerung oder Ähnlichem inhaftiert worden waren. Die Zoneneinrichtungen dienten primär zur Inhaftierung von Kadern der Roten Khmer und deren Familien. Das Zentralgefängnis diente zur Befragung und Ermordung von Gefangenen, die nationale Bedeutung hatten. Hier wurden Gefangene festgehalten, welchen vorgeworfen wurde, die Revolution verraten zu haben. Gefangene in den unteren Ebenen wurden meistens vor 1976 nach einer gewissen Zeit entlassen und ihre Behandlung war nicht so streng. Nach 1976 wurde fast keiner mehr aus der Haft auf Distrikt- und Regionsebene entlassen. Aus S-21 wurde niemand entlassen und es gibt nur eine Handvoll Überlebende. S-21 diente nicht zur Koordination der unteren Ebenen. Die Koordination erfolgte durch spezielle Büros, die dem Zentralkomitee der Kommunistischen Partei unterstellt waren.

## Verhaftungen
Über Verhaftungen entschieden Komitees auf Subdistrikt- und Distriktebene und wurden meistens nicht öffentlich vorgenommen. Man lud den zu Verhaftenden zu Treffen oder Fortbildungen ein oder man teilte ihnen einen Spezialauftrag zu. Meistens wurden Beschuldigungen nicht geprüft. Folter wurde in den unteren Ebenen selten angewendet, um Geständnisse zu erzielen. Ein Verdacht reichte für eine Inhaftierung, ein Geständnis war nicht notwendig. Besonders Angehörige der Vietnamesen und Cham wurden auch ohne Grund verhaftet. Sie wurden per se als Feinde des Khmer-Volkes betrachtet. Die Bevölkerung wurde ermutigt, kleinste Verfehlungen den Santebal-Komitees zu melden. Oftmals reichten Denunziationen, um Verhaftungen vorzunehmen. In vielen Fällen wurden ganze Familien verhaftet und oftmals ermordet. Man schätzt die Anzahl der Opfer auf 500.000.

## Film und Kunst
- Roland Joffé: The Killing Fields – Schreiendes Land; 1984.
- Rithy Panh: S-21: Die Todesmaschine der Roten Khmer; 2003.
- Nate Thayer: Todesspiralen Saloth Sar alias Pol Pot; Dokumentation 2000.
- Herbert Müller (* 1953), deutscher Maler, hat einen Bilderzyklus zum Gefängnis Tuol Sleng angefertigt.[35]
- Alexander Goeb, Vann Nath, Heng Sinith: „Das Kambodscha-Desaster“ (www.kambodscha-desaster.de)